# Walter Villa

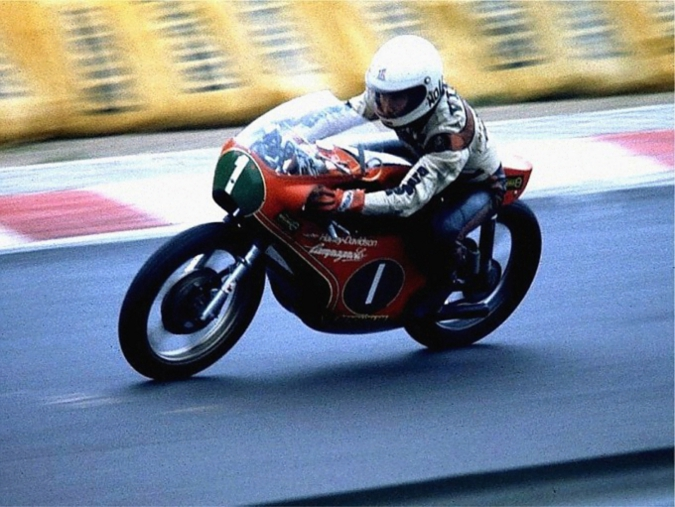
Walter Villa på 250 cc HD under träningen inför Västtysklands GP 1976 - där han vann både 250- och 350-klassen.

Walter Villa, född den 13 augusti 1943 i Castelnuovo Rangone, Italien, död den 18 juni 2002 var en italiensk fyrfaldig roadracingvärldsmästare i 350 och 250GP. Han var tystlåten bredvid banan, men oblyg på densamma och nådde stora framgångar under 1970-talet.

## Segrar 350GP
| Nummer | Grand Prix      | År   |
| ------ | --------------- | ---- |
| 1      | Frankrike       | 1976 |
| 2      | Finland         | 1976 |
| 3      | Tjeckoslovakien | 1976 |
| 4      | Västtyskland    | 1976 |

## Segrar 250GP
| Nummer | Grand Prix      | År   |
| ------ | --------------- | ---- |
| 1      | Italien         | 1974 |
| 2      | Holland         | 1974 |
| 3      | Finland         | 1974 |
| 4      | Tjeckoslovakien | 1974 |
| 5      | Spanien         | 1975 |
| 6      | Västtyskland    | 1975 |
| 7      | Italien         | 1975 |
| 8      | Holland         | 1975 |
| 9      | Sverige         | 1975 |
| 10     | Frankrike       | 1976 |
| 11     | Italien         | 1976 |
| 12     | Holland         | 1976 |
| 13     | Belgien         | 1976 |
| 14     | Finland         | 1976 |
| 15     | Tjeckoslovakien | 1976 |
| 16     | Västtyskland    | 1976 |
| 17     | Venezuela       | 1977 |
| 18     | Belgien         | 1977 |
| 19     | Finland         | 1978 |
| 20     | Venezuela       | 1979 |